# سان فيتاليانو
سان فيتاليانو، (بالإنجليزية: San Vitaliano)‏، هي (بلدية) في مدينة نابولي متروبوليتان في كامبانيا الإيطالية، وتقع على بعد حوالي 25 كم شمال شرق نابولي.

## السكان
في سنة 1861 بلغ عدد السكان 2٬127 نسمة، وتطور العدد ليصل في سنة 2011 لـ 6٬220 نسمة.
يظهر هذا المخطط البياني تطور النمو السكاني لـ سان فيتاليانو